# Ghetto di Lublino
Il Ghetto di Lublino è stato uno dei più ampi tra i ghetti nazisti istituiti in seguito all'invasione tedesca della Polonia, dopo quelli di Varsavia, Lodz e Częstochowa. Operante di fatto già dal 9 novembre 1939 nel quartiere ebraico di Podzamcze, fu formalmente istituito il 20 marzo 1941 e quindi trasferito dal 16 aprile 1942 nell'area di Majdan Tatarski. Nel corso della sua esistenza il ghetto di Lublino ospitò attorno ai 40.000 ebrei, la quasi totalità dei quali morirono nell'Olocausto, in ripetuti massacri, fino alla liquidazione finale il 9-11 novembre 1942.

## Storia
Lublino era uno dei centri storici della presenza ebraica nell'Est europeo sin dal XV secolo. I censimenti mostrano che nel 1931 erano 38.937 gli ebrei residenti a Lublino (costituendo quasi il 35% degli abitanti della città); nel 1939, prima dell'inizio della seconda guerra mondiale, il loro numero era divenuto di 42,830 persone, il 31% della popolazione totale di 122.000 abitanti. In città esistevano 12 sinagoghe, numerose sale di preghiera e una ricca rete di istituzioni sociali, culturali e caritatevoli ebraiche, inclusa la celebre scuola rabbinica Yeshiva Chachmei Lublin.
Le truppe di invasione tedesca della Polonia entrarono a Lublino il 18 settembre 1939. Le persecuzioni antiebraiche cominciarono immediatamente, con minacce, intimidazioni e atti di violenza contro le persone e devastazione di proprietà, inclusa la distruzione dell'intera biblioteca talmudica. Il 25 ottobre le autorità tedesche procedettero al censimento della popolazione ebraica; a quella data 37,054 ebrei risultavano residenti a Lublino. Molti, soprattutto tra i giovani, erano fuggiti, cercando rifugio nei territori occupati dall'Unione Sovietica. 
Le nuove autorità civili tedesche per prima cosa, il 9 novembre 1939, rimossero gli ebrei residenti nel centro della città trasferendoli nella zona dell'ex quartiere ebraico di Podzamcze, di fatto creando un ghetto cittadino, sia pur non recintato. Nel novembre 1939 il regista Veit Harlan visitò il ghetto per girarvi alcune scene del film antisemita Süss l'ebreo. Il 23 novembre fu imposto a tutti gli ebrei di età superiore ai dieci anni di indossare la stella di David. Le proprietà ebraiche furono confiscate.
Nel dicembre 1939 fu introdotto un obbligo di lavoro per quasi 29.000 ebrei di Lublino impiegati nelle fabbriche naziste e nelle fattorie. Nel gennaio 1940 fu formato un Judenrat di 24 persone, presieduto da Henryk Bekker. Nel frattempo giungevano in modo caotico nell'area (a Lublino, ma anche nei ghetti di Piaski, Glusk e Belzyce) decine di migliaia di ebrei espulsi o sfollati da altre aree della Polonia.

### Il ghetto a Podzamcze (24 marzo 1941 - 15 aprile 1942)

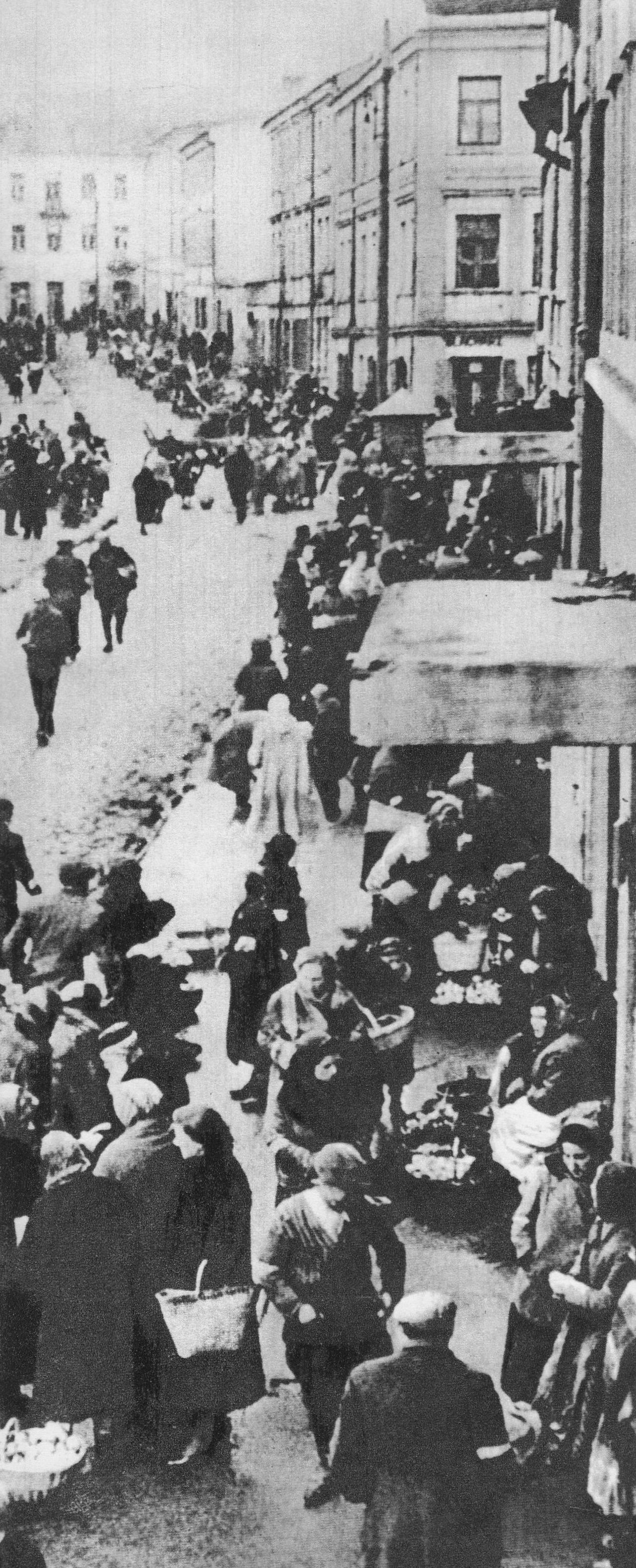
Una via del ghetto di Lublino nel 1941

All'inizio del marzo 1941 circa 14.000 ebrei di Lublino furono trasportati in città o villaggi vicini. Gli ebrei rimasti, insieme a circa 5000 fuggiaschi e sfollati da Łódź, Sieradz, Kalisz e altri luoghi, furono isolati in un'area più piccola all'interno dell'area dell'ex quartiere ebraico di Podzamcze, assieme ad un numero imprecisato di rom.
Ancora in questa fase il ghetto di Lublino, ufficialmente inaugurato il 24 marzo 1941, non era completamente chiuso e gruppi di ebrei continuavano a vivere al di fuori dei suoi confini. Le condizioni di vita nel ghetto erano durissime, anche se inizialmente non cosi' drammatiche come a Varsavia o a Lodz. La concentrazione di una comunità di quasi 40.000 persone in un'area così piccola rendeva la situazione igienica estremamente precaria e provocava il diffondersi di malattie contagiose. Le epidemie, combinate con il lavoro coatto, il freddo e la fame, cominciarono a decimare la popolazione del ghetto. 
All'inizio del 1942 il ghetto fu diviso in due parti; l'una (A), più grande, per coloro che erano inabili al lavoro, e l'altra (B), più piccola, nella quale furono trasferiti tutti quanti fossero impiegati nel lavoro coatto.
Nella notte tra il 16 e il 17 marzo 1942 le SS tedesche e ucraine iniziarono la deportazione sistematica degli ebrei dal ghetto di Lublino al campo di sterminio di Bełżec. Con la liquidazione del ghetto di Lublino ebbe ufficialmente inizio l'Operazione Reinhard, ovvero lo sterminio dell'intera popolazione ebraica nel General Government [Generalgouvernement]. Le selezioni preliminari si svolgevano nella piazza antistante l'edificio in cui si trovava la sede dello Judenrat (via Grodzka 11). La celebre sinagoga Maharshal di Lublino era stata trasformata in un luogo di raccolta per le persone dichiarate incapaci di lavorare e selezionate per la deportazione. Da Jateczna Street quelle persone si dirigevano verso una rampa di carico del macello della città in via Turystycza. Da lì partivano trasporti giornalieri di circa 1.400-1.500 persone per il campo di sterminio di Bełżec. Nel corso di un mese, fino al 15 aprile, circa 26.000 ebrei di Lublino furono lì trasportati e uccisi. In aggiunta, nel corso delle selezioni, circa 1.500 persone, principalmente anziani, malati e invalidi, e circa un centinaio di bambini dell'orfanotrofio di via Grodzka, furono portati a gruppi nei prati del distretto di Majdan Tatarski o nella foresta di Niemce o in altri luoghi e lì massacrati. Anche il presidente dello Judenrat Henryk Bekker fu deportato e ucciso a Bełżec.
Via via che il quartiere ebraico di Podzamcze si svuotava dei suoi abitanti, i nazisti cominciarono a distruggere sistematicamente i suoi edifici, inclusa la sinagoga Maharshal di Lublino. Furono smantellati anche tre cimiteri ebraici. 

### Il ghetto a Majdan Tatarski (16 aprile - 11 novembre 1942)

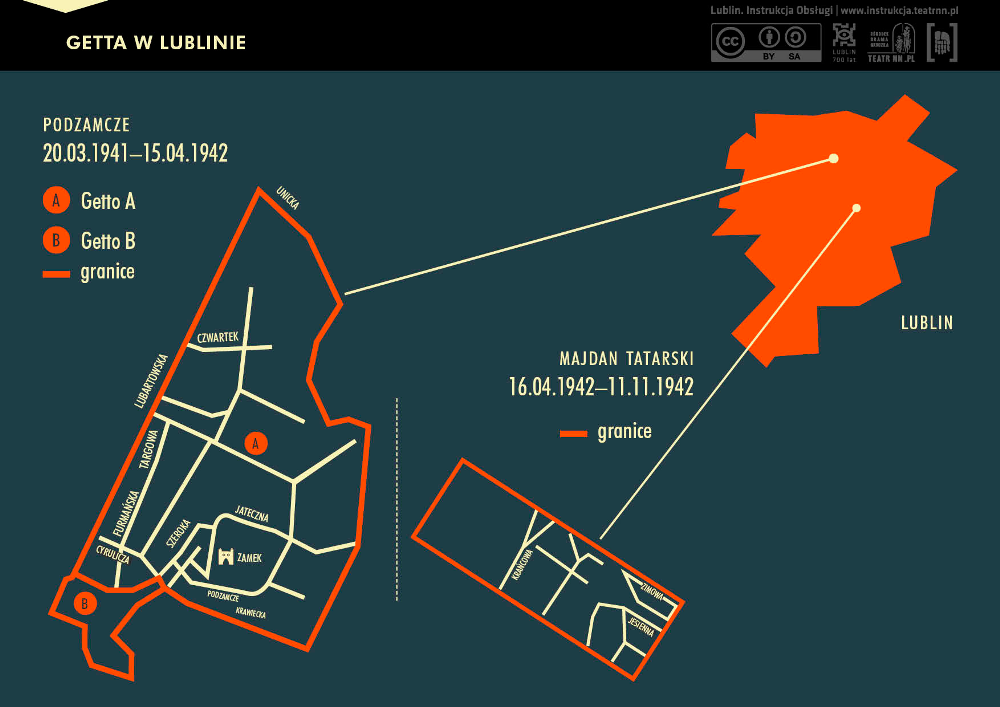
Mappe del ghetto di Lublino, collocato dapprima nel quartiere di Podzamcze e quindi trasferito a Majdan Tatarski

Il 16 aprile 1942 il ghetto di Lublino fu trasferito da Podzamcze a Majdan Tatarski, nelle vicinanze del campo di concentramento di Majdanek fondato nell'autunno del 1941.
A differenza del ghetto in Podzamcze, quello in Majdan Tatarski era circondato da una recinzione in filo spinato. Vi trovarono inizialmente posto circa 7.000 ebrei sopravvissuti alle deportazioni a Bełżec. Il trasferimento del ghetto nella nuova locazione fu inteso come un provvedimento del tutto temporaneo. Già il 22 aprile 1942 circa 2.000-2.500 dei suoi abitanti, privi di documenti di lavoro, furono condotti nella foresta di Krepiec e uccisi a fucilate. 
Lo Judenrat era ora presieduto da Marek Alten ma colui che esercitò la maggiore influenza fu Shama Grajer, un collaborazionista ebreo cui i nazisti dettero per qualche tempo un potere quasi assoluto nel ghetto. 
Sia Marek Alten sia Shama Grajer furono alfine giustiziati dai nazisti e l'intero ghetto in Majdan Tatarski liquidato tra il 9 e l'11 novembre 1942. I circa 4.000 ebrei che erano ancora vivi furono trasferiti nel campo di concentramento di Majdanek. Dopo la selezione iniziale, tutte le persone dichiarate incapaci di lavorare, principalmente anziani e bambini, furono inviate alle camere a gas. La maggior parte dei lavoratori superstiti provenienti dal ghetto di Lublino saranno uccisi un anno dopo, il 3 novembre 1943, nel corso della cosiddetta Operazione Erntefest. Un ultimo gruppo di 400-500 ebrei di Lublino che lavoravano al castello furono uccisi il 21-22 luglio 1944, poche giorni prima dell'arrivo delle truppe sovietiche il 24 luglio 1944.
Si conoscono solo 200-300 ebrei di Lublino sopravvissuti all'Olocausto degli oltre 40.000 che una volta vi abitavano.

## La memoria

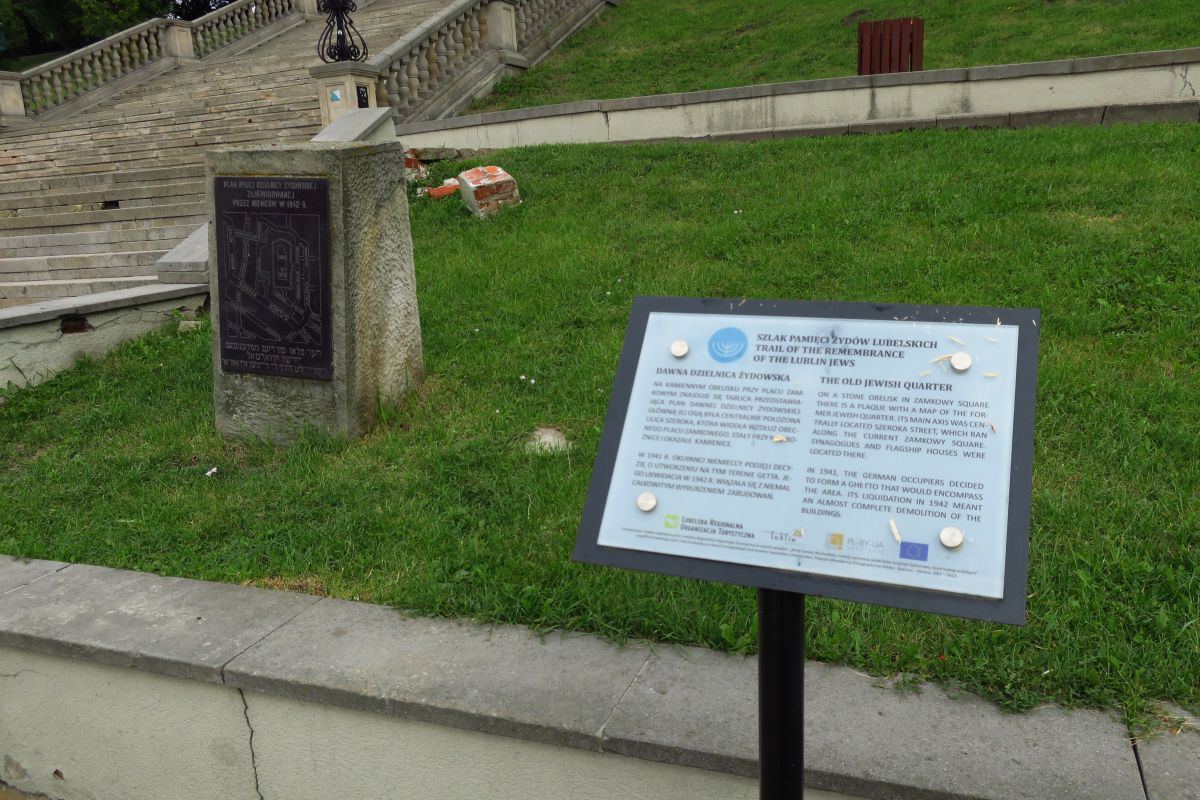
Ricordo del quartiere ebraico

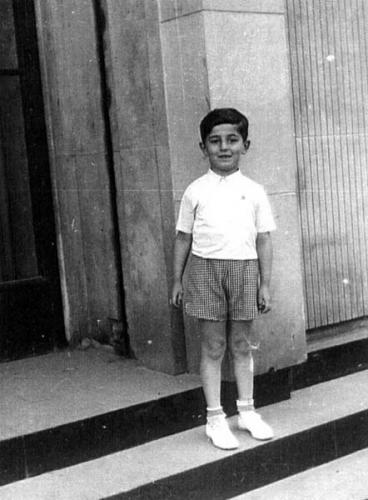
Il piccolo Henio Zytomirski, divenuto simbolo delle vittime del ghetto di Lublino

Poco rimane oggi della Lublino ebraica. L'area dove sorgeva l'antico quartiere ebraico Podzamcze è tutt'oggi un grande spazio vuoto e abbandonato nelle adiacenze del castello di Lublino. A sua memoria rimane solo una lapide collocata accanto alla scalinata che porta al castello. A sopravvivere alle distruzioni del periodo bellico furono solo alcuni edifici situati al di fuori dell'antico quartiere ebraico, come la sinagoga Chewra Nosim, l'ospedale ebraico, l'edificio della Yeshiva Chachmei Lublin in via Lubartowska e la cosiddetta Casa Perec in via Czwartek.
Dopo la guerra, le imponenti rovine della sinagoga Maharshal di Lublino era ancora visibili, ma furono demolite nel 1954 per costruire una strada di scorrimento veloce. Al suo posto fu collocata una lapide in granito con iscrizioni in polacco, yiddish e ebraico.
Nel 1987 un monumento fu eretto nel nuovo cimitero ebraico in via Walecznych in memoria dei bambini dell'orfanotrofio che furono trucidati il 24 marzo 1942 e i cui resti esumati nel 1948 dal luogo dell'eccidio sono stati li' sepolti.
Nel 1998 un'associazione culturale (Grodzka Gate -- NN Theatre) è stata creata a Lublino che nel corso degli anni ha organizzato eventi, mostre e altro per ricordare la presenza ebraica a Lublino. Una delle iniziative di maggior impatto chiedeva nel 2005 ai bambini delle scuole di inviare una lettera a Henio Zytomirski, un bambino ebreo assunto a simbolo di tutte le vittime dell'Olocausto di Lublino, e di indirizzarla all'ultimo indirizzo conosciuto di sua residenza nel ghetto (via Kowalska, 11) nel giorno (il 19 aprile) dedicato in Polonia alla memoria dell'Olocausto. L'iniziativa ebbe subito un enorme successo, migliaia di lettere furono inviate e l'idea si estese al resto della Polonia, ripetendosi ogni anno e facendo di Henio Zytomirski un eroe nazionale e uno dei simboli più riconosciuti, una vera e propria icona dell'Olocausto a livello popolare, cosi' come in molti paesi lo è Anna Frank, e un simbolo di riconciliazione tra ebrei e polacchi.